# اثرپذیری حافظ از گذشتگان
در اثرپذیری حافظ از قرآن تردیدی نیست. انقلابِ حافظ در غزل، که همانا سرودنِ ابیاتِ معناً مستقل باشد، تحتِ تأثیرِ سبکِ قرآن بوده است. در عین حال، حافظ فرهنگ باستانی و فرهنگ اسلامی ایران را با دین، کلام، فلسفه و عرفان پیوند داد و در شعرش متبلور ساخت. او عناصر جهان‌بینی رندانه‌اش را وامدارِ فردوسی، خیام، سنایی، عراقی، عطار و مولوی است. به‌گزارش خرمشاهی، حافظ از ۲۵ شاعر اثر پذیرفته‌است. این اثرپذیری‌ها هم جنبه‌های لفظی و هم جنبه‌های محتوایی داشته است.

## قرآن
در اثرپذیری حافظ از قرآن تردیدی نیست، آنچنانکه بیشتر حافظ‌پژوهان بر این باورند که مهم‌ترین دلیل تخلص وی به «حافظ»، حافظ قرآن بودن است. اثرگذاری قرآن بر شعر حافظ از دو منظرِ صورت و معنا قابل بررسی است. در حوزهٔ صورت یا ساختار، مهم‌ترین ویژگی شعر حافظ یعنی استقلال ابیات، بیش از هر چیز اثرپذیرفته از سُوَر و آیات قرآن است. به‌گفتهٔ آرتور آربری، قرآن‌شناس و حافظ‌شناس انگلیسی، این ویژگیْ انقلاب حافظ در غزل است. حافظ برای بیان مضمون‌های گوناگون در یک غزل چنین روشی برگزید. سبک شعر حافظ به‌مانند قرآن، حجمی–حلقوی با سیری دوری و دایره‌ای است که در اطراف گسترده می‌شود. گوته نیز شعر حافظ را سیّال خوانده بود و هامر پورگشتال آن را به گردن‌بندی مروارید با رشته‌ای نادیدنی تشبیه کرده‌است. مقایسهٔ غزل‌های حافظ با قصیده‌ها و مثنوی‌هایش — که در برابر غزل‌ها منسجم‌ترند — این نتیجه را به‌دست می‌دهد که قصاید و مثنوی‌های حافظ از جنبهٔ هنری و تأثیر، بهتر از غزل‌هایش نیستند. ازاین‌رو استقلال ظاهری ابیات و انسجام درونی آن‌ها به‌مانند قرآن، آن‌ها را بی‌نظیر کرده‌است. حافظ چنانکه قرآن در یک سوره به بسیاری از موضوعات و مفاهیم می‌پردازد، در یک غزل چندبیتی، گستره‌ای وسیع از حکمت و معنا را می‌گنجاند. این ناپیوستگی برون و پیوستگی درون، هم دربارهٔ قرآن و هم برای غزل‌های حافظ از آغاز ظهور هریک مورد پرسش و بحث بوده‌است. پیرامون غزل‌های حافظ این موضوع از روزگارِ خود حافظ مطرح بوده‌است و شاه شجاع بر این ویژگی بر حافظ خرده گرفت و آن را «خلاف طریقت بُلَغا» دانست؛ که با پاسخ هوشمندانهٔ حافظ مبنی بر «شهرت شعر حافظ در آفاق و پای بیرون ننهادن نظم حریفان از دروازهٔ شیراز» مواجه شد. حافظ از این ویژگی شعر خویش و تفاوتش با سروده‌های دیگر شاعران آگاه بود، بدان‌گونه که هر بیت خویش را «بیت‌الغزل» می‌نامد و با اشاره به نو بودن سبک خویش، آن را نتیجهٔ لطفی خداداد می‌داند. اما در حوزهٔ معنی یا محتوا نیز بسیاری از معانی شعر حافظ از مفاهیم قرآن سرچشمه گرفته‌است. حافظ به سه گونه از این معانی بهره گرفته‌است: ۱. ترجمه: صنعتی در بدیع است و به آن معناست که بیتی عربی به فارسی یا بیتی فارسی به عربی ترجمه و معنا شود. در ترجمهٔ آیات قرآن در قالب شعر نیز این صنعت به‌کار می‌رود. ۲. اقتباس: یعنی تمام یا بیشتر متن آیه یا حدیثی با همان صورت در شعر بیاید. ۳. تلمیح: به معنای اشاره به داستان، مَثَل یا شعری است و شامل داستان‌های قرآنی نیز می‌شود.
دربارهٔ اثرپذیری حافظ در زمینهٔ دانش‌های قرآنی، آگاهی‌های زیادی در دست نیست؛ محمد گلندام در مقدمهٔ خویش بر دیوان، حافظ را در گروه عالمان و اشتغال‌داران به علوم دینی دانسته و او را «عمدهٔ افاضل علما» در روزگار خویش معرفی نموده است. خود حافظ در ابیاتی به حفظ قرآنش در «چارده روایت» و «اندر سینه داشتن» اشاره می‌کند. نیز دولتشاه، حافظ را «در علم قرآن بی‌نظیر» خوانده است. در تشبیهات شعر حافظ، پیوند وی با فضای علوم قرآنی به‌روشنی منعکس شده‌است. جز عنوان «حافظ»، دیگر لقبی که به‌گزارش دولتشاه «اکابر او را نام کرده‌اند»، «لسان‌الغیب» است؛ چراکه اشعار حافظ را ثمرهٔ واردات غیبی و حالاتِ فراتر از توان بشری می‌دانستند. این دو لقب برای حافظ در طول تاریخ پایدار ماند و فراتر از گفتگوها برای چیستی این دو لقب، فهم تاریخی همگانی از این دو عنوان در طی سده‌ها، با خواندن شعر حافظ استواری و معنا یافت. برای بیشتر خوانندگان شعر حافظ، او حافظ قرآن و عالمی بود که درکی رندانه از دین و قرآن داشت و تلاش داشت تا روح معارف قرآنی را در کالبَدی دگرگونه و با ظاهر شعری تغزلی به مخاطبانش معرفی، و آنان را با نگاهی تازه به قرآن و مسلمانی آشنا کند. همین بُعد شخصیتی او بود که خوانندگانش را بر آن داشت تا او را زبان غیب بدانند و بنامند و همین درک از دیوان حافظ نیز سبب شد تا به‌مانند تفأل بر قرآن، فال بر دیوان حافظ نیز شکل بگیرد و ارزشمند شود.

## آیین‌های ایران باستان و حکمت خسروانی
به‌باور دادبه، در قلمرو معنا، حافظ در جایگاه شاعری اندیشمند که شعرش نمایندهٔ جهان‌بینی‌اش است، فرهنگ باستانی و فرهنگ اسلامی ایران را با دین، کلام، فلسفه و عرفان پیوند داد و در شعر خویش متبلور ساخت. او عناصر بنیاد جهان‌بینی رندیِ خویش را وامدار فردوسی، خیام، سنایی، عراقی، عطار و مولوی است و از این راه نظامی مستقل به‌نام نظام رندی بنیاد کرد. دادبه ادامه می‌دهد ازاین‌رو می‌توان گفت سه جریان که جلوه‌های گوناگون فرهنگ ایرانی هستند، بر قلمرو معنایی شعر حافظ اثرگذارند. نمایندهٔ نخستین جریان فردوسی است و حافظ افزون‌بر آنکه با شاهنامه، فرهنگ ایران باستان را شناخت، بلکه در اندیشهٔ فلسفی و مضامین شاعرانه نیز وامدار فردوسی و شاهنامه است. سببِ این موضوع آن است که تلاش ایرانیان در چهار سدهٔ نخست اسلامی برای بازیابی هویت ملی و زنده کردن پایه‌های این هویت — یعنی زبان و ادب؛ تاریخ و اساطیر؛ و حکمت و فلسفهٔ ملی — اندیشه‌های فلسفهٔ ایران باستان یا همان حکمت اشراق را مورد توجه و بازیابی و احیا قرار دادند؛ چنانکه فردوسی این حکمت را در شاهنامه به نظم درآورد و پیام حکمت اشراق را به گوش همگان رساند؛ ابن سینا در زنده کردن این حکمت کوشید و سهروردی خویش را احیاگر حکمت اشراق شناساند و جان بر سر آن گذارد. دادبه می‌گوید اما در اینکه شاهنامه منبع حافظ دربارهٔ موضوعات ایران باستان بوده، شکی نیست؛ پرسش آن است که آیا حافظ منابع دیگری هم در دست داشته‌است یا نه؟ دادبه می‌گوید این احتمال با توجه به نقل سینه به سینه و نیز آثاری مانند کتاب‌های تاریخ، ناممکن به‌نظر نمی‌رسد. پژوهشگرانی مانند محمد مقدم، محمد معین، فتح‌الله مجتبایی و میرجلال‌الدین کزازی این نظر را رد یا تأیید نموده‌اند.

## اندیشهٔ خیامی
دومین جریان اثرگذار بر اندیشهٔ حافظ، جریانی است که نمایندهٔ آن خیام است و ریشه‌هایش در شاهنامه نیز قابل مشاهده است. به‌باور گروهی از پژوهشگران اثرپذیری حافظ از خیام منفعلانه است و حافظ تنها اندیشه‌های خیام را تکرار می‌کند. دادبه می‌گوید با آنکه این اثرپذیری منفعلانه نیست، اما حتی در این‌صورت، کلام حافظ تازگی خود را دارد. اثرپذیری حافظ از خیام و اندیشه‌هایش در چهار زمینه روی داده و حافظ آن‌ها را با نظام مکتب رندی هماهنگ نموده است. نخستین زمینه شک‌گرایی و لاادری‌گرایی است، آنچنانکه پی‌بردن به راز هستی و آفرینش از عقل آدمی برون است. خیام بر این موضوع تأکید دارد و از بن‌بستی سخن به میان می‌آورد. در مقابل، حافظ این شک را نسبی می‌داند به‌گونه‌ای‌که اگر این راه بر عقل بسته است، راه شهودی و عرفانی باز و هموار است. حیرت و بدبینی دومین زمینه از اندیشه‌های خیامی است که ثمرهٔ شک مطلق در نگاه خیام است. به‌باور خیام نه اندیشه در دین و مذهب و نه حیرت در شک و یقین راهبر به مقصدی نیست. شک مطلق و حیرتِ حاصل از آن در نظر خیام، سبب بدبینی می‌شود و پیش و پس از هستی، تنها نیستی را مشاهده می‌کند. اما در سوی دیگر، حافظ حیرت فلسفی خیامی را ظلمات می‌نامد و از ساقیِ سرمست‌ساز و بی‌خودکننده می‌خواهد تا با نور اشراق رهایی او را از این ظلمات به ارمغان آورد؛ با آنکه حافظ نگاهِ بدبینِ خیام را در برخی ابیات خویش آورده، اما این بینشِ عمومی وی نیست و خوش‌بینیِ حاصل از عشق و عرفان، بر اندیشهٔ او چیره است. سومین زمینه، جبرگرایی خیامی است. خیام انسان را اسیری در دست قضا می‌داند که کائنات نیز چون او اسیر است. در این زمینه حافظ نیز چون خیام است؛ اما هم خیام و هم حافظ فراتر و پیشتر از باور به جبر، آن را ابزاری برای پیام اعتراض خویش در شعر قرار می‌دهند. چهارمین و آخرین زمینهٔ اندیشهٔ خیامی، خوش‌باشی و اغتنام فرصت است. این اندیشه نیز از اندیشه‌های مشترک میان خیام و حافظ است. حافظ نیز چون خیام در شعر خویش بسیار به اغتنام فرصت و خوشی پرداخته و آن را تکرار می‌کند. او از صورت عرفانی اغتنام فرصت نیز بهره برده و به آن توجه دارد.

## عرفان

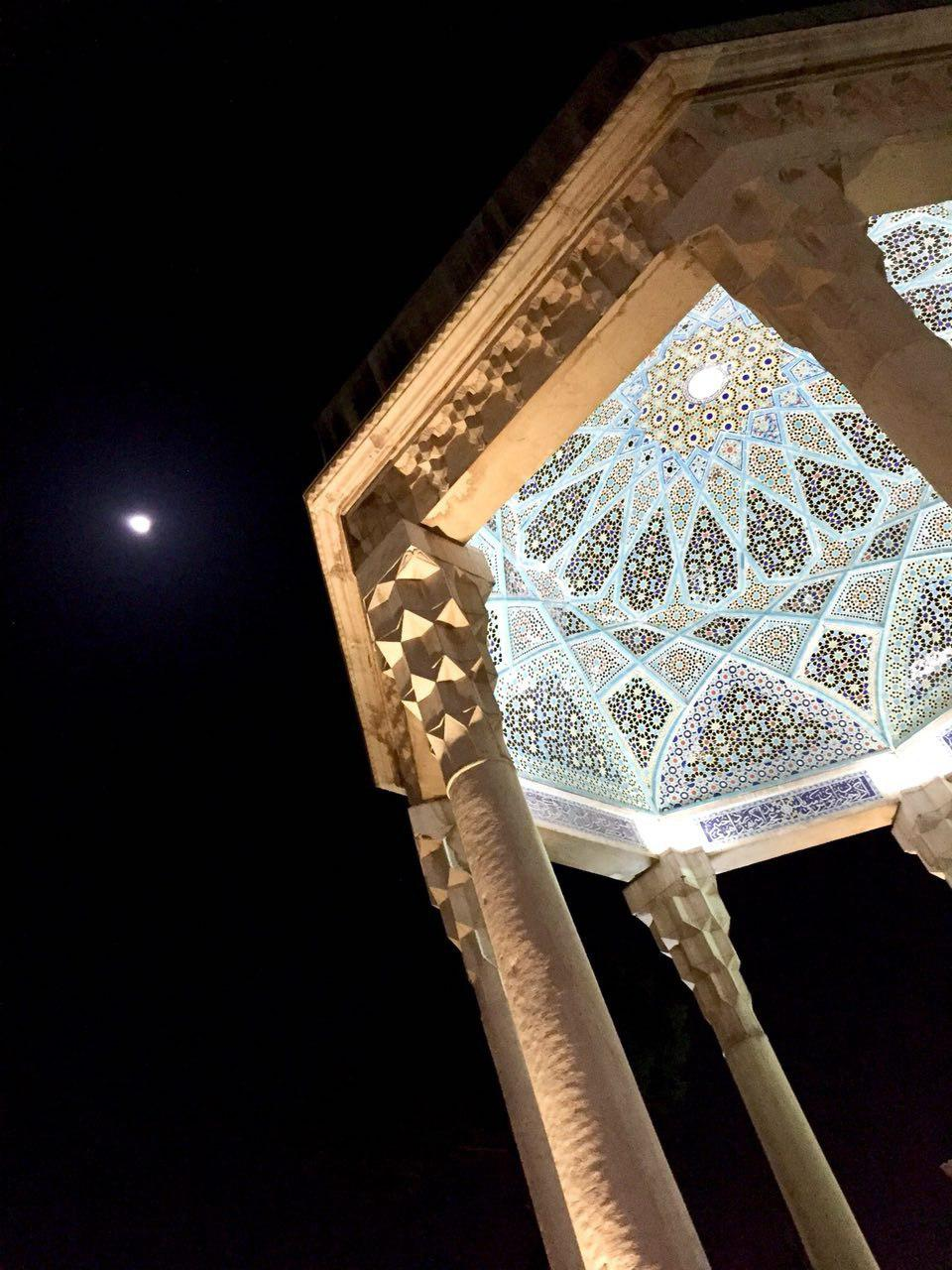
آرامگاه حافظ در شیراز

اما جریان سومِ اثرگذار بر اندیشهٔ حافظ، عرفان یا عرفان عاشقانه است که گونه‌ای از فلسفه یا جهان‌بینی فلسفی به‌معنای عام آن است. به این عرفان در آثار سنایی، عراقی، عطار، مولوی، عین‌القضات همدانی، احمد غزالی، و کتاب‌هایی مانند لمعات عراقی، مرصاد العباد و مانند این‌ها پرداخته شده‌است. بی‌گمان حافظ با اینگونه آثار آشنایی داشته و از آنان بهره برده است. تضمین‌ها، اقتباس‌ها و استقبال‌های وی از شاعرانی و نویسندگان این آثار و نیز بهره‌گیری از شخصیت شیخ صنعانِ پرداختهٔ عطار برای پردازش شخصیت پیر مغان، تأییدکنندهٔ این نظر است. حافظ در پی‌ریزی نظام مکتب رندی و بنیان اصلی‌اش، بیش از همهٔ دیدگاه‌ها از عرفان عاشقانه بهره برده است. او در نظام نظری مکتبش از عرفان عاشقانه سود جست و در نظام عملی آن نیز، با دگرگونی‌هایی بنیادین در اقتباس‌هایش از عرفان، نظامی روشنفکرانه و فلسفی در راستای مکتب رندی آفرید. ازاین‌رو، مکتب رندی کاملاً مکتب عرفان عاشقانه نیست و مکتبی است التقاطی، اصیل و دارای استقلال، اما در پیوند با مکتب عرفان عاشقانه.
تفسیر عرفانی بر اشعار حافظ و به‌ویژه انطباقش با اندیشه‌های ابن عربی، از سده‌ها پیش آغاز شد؛ اما در دوران معاصر، مرتضی مطهری بود که جدی‌ترین کتاب در این‌باره را نوشت. او در تماشاگه راز تلاش کرد تا در برابرِ مدافعانِ تفسیرِ غیرعرفانی و حتی مادی‌گرایانهٔ کسانی چون احمد شاملو، به انطباق آموزه‌های ابن عربی با اشعار حافظ دست یازد. اما نصرالله پورجوادی این چاره‌اندیشی مطهری را به نقد کشید و کار او را به تلاش ویلبر فورث کلارک مانند کرد که برای فهم عرفانی از حافظ، اشعار او را با توجه به مصباح الهدایه و مفتاح الکفایه عزالدین محمود کاشانی تفسیر کرد. پورجوادی — که خود معتقد به معانی عرفانی بر اشعار حافظ است — بر این باور است که اساساً حافظ شاعر است و نه فیلسوف، و سلیقه‌اش به سمت بزرگان صوفیهٔ پیش از ابن عربی مانند ابوسعید ابوالخیر، عطار، سنایی و احمد غزالی بیشتر متمایل است تا به سوی ابن عربی و پیروانش. عبدالحسین زرین‌کوب هم بر اثرگذاری ابن عربی بر حافظ باور دارد، اما از طریق فخرالدین عراقی. او این آشنایی را سبب پیوند حافظ با ابن عربی و ابن فارض می‌داند. پژوهشگران دیگری مانند فتح‌الله مجتبایی و علیرضا ذکاوتی نیز تلاش‌هایی در انطباق اشعار حافظ بر اندیشه‌های ابن عربی کرده‌اند. در اثرپذیری حافظ از ابن فارض نیز وجوه مشترک بسیاری می‌توان یافت. مرتضی مطهری در این‌باره می‌گوید جایگاه ابن فارض در ادب عرب، چون جایگاه حافظ در ادب فارسی است، با این تفاوت که اهل فن، حافظ را در لطافت و ظرافت برتر می‌دانند و ابن فارض را در مقامات عرفانی. بسیاری مضامین مشترک در شعر این دو شاعر دیده می‌شود مانند ارادت به علی بن ابی‌طالب، ابن‌الوقت بودن در نگاه عارفانه، گرایش به ملامتیه، فقر عارفانه، دشواری‌های عشق، مستی پیش از آفرینش، عشق بالاترین موهبت خداوندی، برتری عشق بر عقل، اثربخشی خیال معشوق، شادی درونی عارف، شب قدر.

## ادب فارسی
در اینکه که حافظ آثار پیشینیان، به‌ویژه شاعران نامدار از روزگار رودکی تا دوران خواجو و عبید زاکانی را مطالعه می‌کرده، شکی نیست. به‌گزارش خرمشاهی حافظ از ۲۵ شاعر اثر پذیرفته است. این اثرپذیری‌ها هم جنبه‌های لفظی و هم جنبه‌های محتوایی را دربرمی‌گیرد. حافظ در قلمرو لفظ، زبان و بلاغت از شاعران سبک خراسانی سود جسته است؛ شاعرانی مانند انوری، ظهیر فاریابی، خاقانی، نظامی، و کمال اسماعیل و نیز غزل‌سرایان روزگار سعدی تا دوران خود وی مانند نزاری قهستانی، همام تبریزی، کمال خجندی و خواجوی کرمانی از این گروهند. به‌باور دادبه، او در این بررسی و کنکاش شیوه‌هایی را یافت که نهایت سخن‌دانی و سخنوری است.
دادبه در دائرةالمعارف بزرگ اسلامی می‌گوید این سخنوری و اثرپذیریِ حافظ باید با نظراتی سبک‌شناسانه که برآمده از نقد ادبی است، مورد بررسی سبک‌شناسانه و نقد ادبی قرار گیرد. برخی از این نظرات و احکام، به حافظ منتسب شده و برخی دیگر را شاعران نامداری مانند جامی یا نظریه‌پردازانی گمنام بیان کرده‌اند. حُکمِ اول در بیت «چو سلکِ دُرِّ خوشاب است شعر نغز تو حافظ/که گاه لطف سبق می‌برد ز نظم نظامی»، سبقت حافظ را بر نظامی بیان می‌کند و سخن نظامی را — با همهٔ موسیقی‌آفرینی‌اش — تا حد نظم فروآورده و سخن حافظ را تا حد شعر فراز برده است. دادبه ادامه می‌دهد با آنکه حافظ در «ساقی‌نامه» و «مغنّی‌نامه» از نظامی اثر پذیرفته، اما اصولاً حافظ با «ساقی‌نامه» و «مغنّی‌نامه» به چنین جایگاهی نرسیده و بازشناسی شیوه‌های نظامی و بازآفرینی‌شان متناسب با غزل در شعر حافظ مهم است. در دومین حکم و در بیت «چه جای گفتهٔ خواجو و شعر سلمان است/که شعر حافظ ما بهْ ز شعر خوب ظهیر»، در سنجش با «شعر خوب ظهیر» شعر حافظ برتر شمرده شده‌است. جامی بلاغت و هنر غزل حافظ را در سنجش با بلاغت و هنر قصاید ظهیر چنین بیان می‌کند که در روانی، نسبت غزل‌های حافظ به غزل‌های سرایندگان دیگر، مانند نسبت قصیده‌های ظهیر به قصیده‌های دیگر شاعران است؛ که نتیجهٔ ضمنی‌اش اثرپذیری حافظ از سبک و اسلوب ظهیر است. قزوینی نیز در حواشی مقدمه‌اش بر دیوان، اثرگذاری ظهیر بر حافظ در قلمرو لفظ و پیروی از سبک و روش ظهیر در سرودن قصیده‌ها را بیان کرده‌است. و اما حکم سوم در بیت «استاد غزل سعدی است پیش همه کس اما/دارد سخن حافظ طرز سخن خواجو» بیان شده‌است. دادبه می‌گوید شاید بتوان گفت شعر خواجو در غزل‌سرایی ایران از روزگار سعدی تا عهد حافظ، رشدیافته‌ترین غزل و شبیه‌ترین به شعر حافظ است. مضمون‌آفرینی، ایهام و نازک‌اندیشی‌های هنری از ویژگی‌های شعر خواجو و — پس از او و در کمالش — شعر حافظ است. نتیجه اینکه غزل تلفیقیِ عاشقانه و عارفانه دستاورد تلاش‌های شاعرانی مانند سلمان، کمال و خواجوست و نقش خواجو متفاوت از دیگران. ازسویی با توجه به حکم دوم، می‌توان گفت جایی که شعر حافظ برتر از شعر ظهیر است، به‌طریق اولیٰ برتر از شعر سلمان و خواجو نیز است. جامی در تحلیلی سبک‌شناسانه و عالمانه، شعر حافظ را بر شعر کمال خجندی و نزاری قهستانی نیز برتر می‌شمارد.
افزون بر آنچه از اثرپذیری حافظ در لفظ و معنا از پیشینیان سخن رفت، چنین به‌نظر می‌رسد که او در هر دو قلمرو از سعدی اثر پذیرفته است. دادبه می‌گوید مکتب ادبی شیراز را سعدی بنیان گذاشت و رهبری کرد و پس از یک سده، حافظ از آن زاییده شد. او ادامه می‌دهد سنجش این دو شاعر در سدهٔ اخیر با وجود علمی نبودن آن، نشان از آن دارد که این‌دو از یکدیگر امتیاز دارند، اما بر یکدیگر نه؛ اما با توجه به پیش بودن سعدی، در اثرگذاری و نقش او در ظهور حافظ گمانی نیست. خرمشاهی معتقد است که حافظ بیش از هر شاعر دیگری، از سعدی اثر پذیرفته و در بیش از صد غزل، از او پیروی کرده‌است. حافظ بسیاری از مضامین را از سعدی برداشته و چندین مصراع را هم عیناً از وی تضمین کرده‌است. با این حال، بافت سخن حافظ، سنخیت کمتری با سعدی دارد؛ سروده‌های سعدی دارای انسجام و بافت یکپارچه است.

## ادب عرب
به‌گزارش محمد گلندام، حافظ چنان به «تجسس دواوین عرب» مشغول بوده که به گردآوری اشعار خویش توجهی نداشته‌است. افزون بر تسلط حافظ بر ادب فارسی، شواهدی نیز نشان‌دهندهٔ آگاهی قابل توجه وی از زبان و ادب عربی است. او با اینکه شاعری عربی‌سرا نیست و سروده‌های عربی‌اش از سر تفنن است، اما ۲۴ غزل و قطعهٔ مُلَمَّع دارد که نشان‌دهندهٔ آشنایی وی با دیوان‌های شاعران نامدار عرب مانند امرؤالقیس، عمرو بن کلثوم، کعب بن زهیر، حسّان بن ثابت، ابونواس، ابوتمام، بحتری، متنبی و بسیاری دیگر است. نیز یادگیری و آموزش کشاف زمخشری نیز این آشنایی را تأیید می‌کند. نیز ظاهراً این بهره‌گیری از دیوان‌های عربی بیشتر در حوزهٔ لفظ و مضمون بوده‌است.

## علوم نقلی و عقلی
افزون بر یادگیری علوم نقلی و عقلی از راه مطالعهٔ آثار شاعران، با استناد به مقدمهٔ جامع دیوان و خود دیوان حافظ، بخشی از تحصیل وی فراگیری علوم نقلی و عقلی بوده و حتی برخی از این علوم مانند کشاف را تدریس می‌کرده‌است. دادبه می‌گوید کشاف فراتر از ویژگی ادبی، در حوزهٔ علم کلام و نیز دیدگاه معتزله اثری مهم است. از سویی آگاهی از دیدگاه‌های معتزله نیازمند آشنایی با فلسفه است و تنها فردی عربی‌دان، ادیب، قرآن‌شناس و آشنا به فلسفه و کلام می‌تواند تدریسِ این کتاب کند. از سوی دیگر، قاضی عضدالدین ایجی، بنیان‌گذار مکتب فلسفی شیراز و احیاگر فرهنگ اسلامی در سدهٔ هفتم ه‍.ق — که به‌گمان بسیار، استاد حکمت و کلام برای حافظ بوده‌است — کتاب مواقف را نوشت. معروف‌ترین شرح بر این کتاب، شرح میر سید شریف جرجانی است که احتمالاً هم‌درس حافظ بوده‌است. این موضوع نیز تأییدکنندهٔ آگاهی حافظ از فلسفه و کلام است. «مطالعهٔ مطالع» نیز دلیلی بر آگاهی حافظ بر حکمت و فلسفه است. منظور از مطالع چه طوالع الانوار من مطالع الانظار اثر قاضی بیضاوی در موضوع حکمت باشد، و چه شرح مطالع قطب‌الدین رازی در منطق، این آگاهی را تأیید می‌کند. در آشنایی با عرفان نیز، دیوان حافظ مهم‌ترین منبع است. مطالعهٔ آثار عرفانی مانند آثار روزبهان بقلی شیرازی، نویسندهٔ شرح شطحیات و عبهر العاشقین و نیز مرصاد العباد می‌تواند این آگاهی را تأیید کند.